# Bisdom Cirta
Het Romeins bisdom Cirta en later aartsbisdom Constantine was een bisdom in het Romeinse Keizerrijk, met zetel in de huidige stad Constantine in Algerije. De bisschoppen van Cirta waren metropoliet in de Romeinse provincie Numidia.

## Romeins bisdom en aartsbisdom

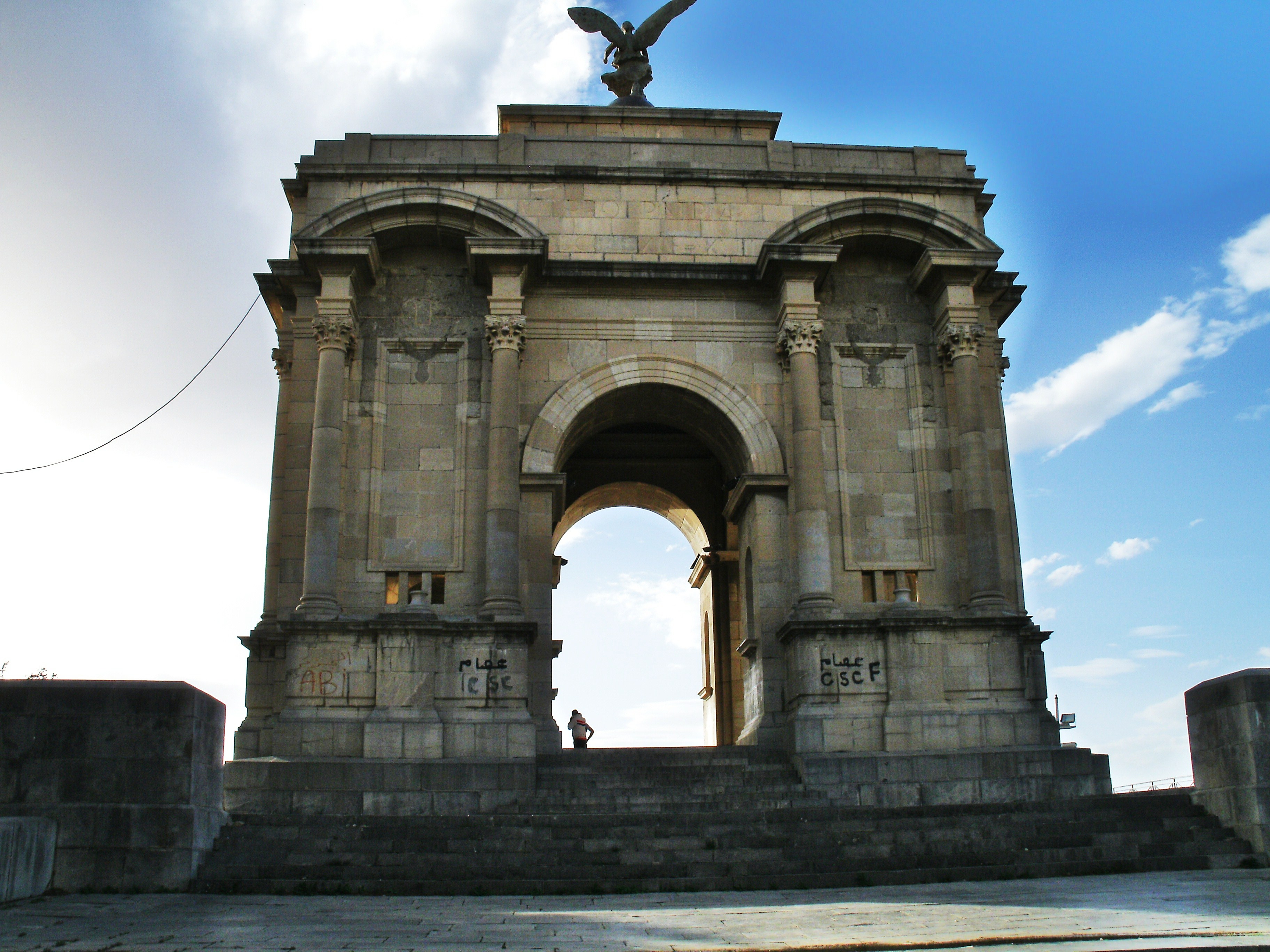
Triomfboog van de Romeinse keizer Constantijn in Cirta. Hij steunde de aartsbisschop van Cirta, voortaan Constantine genoemd (Algerije).

Het bisdom werd opgericht in Cirta, de hoofdstad van de Romeinse provincie Numidia in de loop van de 3e eeuw. Cirta was een welvarende handelsstad in Numidia. Tijdens de christenvervolgingen van keizer Diocletianus (begin 4e eeuw) verschansten de christenen zich in de eerste basiliek of kapel die er moet gestaan hebben. Deze plaats is beschreven als domus in qua christiani conveniebant. De basiliek werd door Romeinse soldaten met de grond gelijk gemaakt in het jaar 303, alsook de bijgebouwen zoals de bibliotheek, eetzaal en vergaderzaal. Na het bloedbad kwamen enkele bisschoppen van Numidië samen in Cirta (305). Hier wordt soms van het concilie van Cirta gesproken. De clerus kwam er samen om de stadsmagistraten te beschuldigen van diefstal van bijbels en heilige vazen. Het schisma tussen donatisten en zogenaamde verraders was een feit. De donatisten bouwden alvast hun eigen basiliek in Cirta. 
Met het Edict van Milaan (313) liet keizer Constantijn het christendom toe in het Romeinse Rijk. Wat de stad Cirta betrof, deze veranderde hij van naam in Constantine. Hij liet een triomfboog bouwen, die vandaag nog te bezichtigen is. De Donatisten hadden hun eigen basiliek in Constantine gebouwd; daarom betaalde keizer Constantijn de bouw van een 2e basiliek, voor de katholieken. Heel de 4e eeuw leefden de 2 strekkingen naast elkaar in Constantine. Ook keizer Constantijn II liet een kerk bouwen in Constantine.  
In heel de provincie Numidië ontstonden bisdommen, zowat in elke Romeinse stad. De aartsbisschop van Constantine was hun metropoliet. Waarschijnlijk was er ook een klooster tijdens de Romeinse tijd. In 396 hielden de donatisten hun eigen concilie in Constantine. Met de komst van de Vandalen hield het bisdom op te bestaan.

## Lijst van Romeinse bisschoppen van Cirta / Constantine
De bisschoppen worden hier vernoemd voor zover ze bekend zijn en met het jaartal waarover een spoor gebleven is.
- Crescens, circa 256. Hij was aanwezig op een klein concilie in Carthago (256).
- Agapius
- Paulus, circa 303. Hij was bisschop van Cirta tijdens de vervolgingen door de troepen van keizer Diocletianus. Paulus schonk het meubilair van de eerste basiliek weg aan de gouverneur van Numidia.
- Silvanus, circa 305. Hij was betrokken bij het schisma tussen donatisten en katholieken.
- Zeuzius, circa 330. Hij was de bisschop tot wie keizer Constantijn zich richtte voor zijn bouwplannen van eigen kerk voor de katholieken. De keizer betaalde de bouw.
- Generosus. Hij kreeg een brief van Augustinus, bisschop van het naburige Hippo, om de strijd tegen de donatisten niet op te geven.
- Profuturus. Augustinus vermeldde hem in zijn boek De Unico Baptismo[5].
- Fortunatus. Hij trok namens de katholieke prelaten naar Carthago (411) om te discuteren met donatisten. Zijn tegenstrever was de donatisten-bisschop uit Constantine, Petilianus van Cirta. Fortunatus nam deel aan het Concilie van Carthago (418-419).
- Honoratus Antoninus. Het Romeinse Rijk was gevallen in Afrika en de Vandalen heersten in Noord-Afrika. Honoratus was bisschop tijdens het koningschap van Genserik de Vandaal (midden 5e eeuw).
- Victor. Hij was aartsbisschop op het einde van de 5e eeuw. Hij was een van de vele Numidische bisschoppen die op het appel moest komen (484) bij koning Hunerik de Vandaal. Hunerik stuurde Victor weg uit zijn rijk. Victor stierf in ballingschap op een onbekende plek.

## Byzantijns bisdom
Constantine is als Byzantijns bisdom vermeld in 3 lijsten van bisschoppen bewaard in Byzantium. De lijsten dateren van de 7e en 8e eeuw. De bisdommen bestonden in de 6e en 7e eeuw. 

## Titulair aartsbisdom
Zeldzaam geeft de Roomse kerk de titel van aartsbisschop van Cirta/Constantine aan prelaten bij wijze van titulair aartsbisdom.